# Uromyces dolicholi
Uromyces dolicholi är en svampart som beskrevs av Arthur 1906. Uromyces dolicholi ingår i släktet Uromyces och familjen Pucciniaceae.   Inga underarter finns listade i Catalogue of Life.